# Vladimir Miselj
Vladimir Miselj, slovenski diplomat, * 11. november 1889 , Črni Vrh, Avstro-Ogrska, 30. oktober 1944, Ženeva, Švica.
Rodil se je 11. novembra 1889 v Črnem Vrhu nad Idrijo. V Ljubljani je obiskoval klasično gimnazijo, šolanje je nato  nadaljeval na Dunaju, kjer je dve leti (1910-1912) na dunajski univerzi študiral pravo. Vpoklic v avstro-ogrsko vojsko malo pred prvo svetovno vojno mu je preprečil, da bi diplomiral.
Ko je izbruhnila prva svetovna vojna, so Mislja poslali na vzhodno fronto, kjer pa je kmalu padel v ujetništvo. Po enoletnem ujetništvu v Sibiriji so mu Rusi dovolili, da preko Romunije je odšel v Srbijo, kjer je srbske vojaške oblasti prepričal, da ga niso izbrali v enote za boj proti avstro-ogrski vojski, saj se ni želel boriti proti vojski, v kateri so bili tudi Slovenci.
Pridružil se je  t. i. jugoslovanski legiji (prostovoljcem, znanim kot dobrovoljci), ter se v njenih vrstah boril proti Bolgarom, v bojih je bil ranjen in zato odlikovan. Med umikom srbske vojske na Krf pozimi 1915-1916 so mu zaupali skrb za petdeset otrok iz družin srbskih veljakov, ki so se bali, da se ne bi napadalci znesli nad njihovimi otroki.
Po umiku srbske vojske je dobil novo nalogo, da na Korziko prepelje skupino srbskih otrok in poskrbi za njihovo šolanje. Leta 1917 je v Cambridgeu začel študij politične ekonomije in modernih jezikov ter leta 1920 tam tudi diplomiral. Po končani prvi svetovni vojni se je vrnil v Ljubljano in se pridružil bojem za severno mejo. Kasneje  ga je takratna deželna vlada imenovala v plebiscitno komisijo za Koroško.
S svojim bogatim znanjem in izkušnjami, je bil Miselj zelo primerna oseba za delo v mednarodnem okolju. Poleg poznavanja prava in politične ekonomije je imel bogato znanje tujih jezikov. Odlično je govoril angleško, francosko, nemško, rusko in srbohrvaško, poleg tega je zelo dobro govoril tudi italijansko, bolgarsko, češko in poljsko. Tako je, ko so iskali diplomate za Društvo narodov v Ženevi, poslal prošnjo za zaposlitev v Društvu narodov, kjer so ga julija 1921 zaposlili v oddelku za mednarodni transport. Že po nekaj mesecih je postal član mnogo bolj pomembnega oddelka za administrativne komisije in manjšinska vprašanja.
Pomen oddelka za administrativne komisije je večji, kot bi sklepali le po imenu. Saj se je ukvarjalo z vprašanjem kako upravljati nemška območja, ki so bila postavljena pod skrbništvo Društva narodov (Saarland ali Posarje) oziroma pod njegovo varstvo (Danzig ali Gdansk) na podlagi versajske mirovne pogodbe med zavezniki in  Nemčijo v okviru pariške mirovne konference.
Pogodba je med drugim ustanovila Saarsko območje (Posarje) in Svobodno mesto Danzig (Gdansk). Šlo je za povsem novi in izvirni rešitvi v mednarodnem pravu, na podlagi katerih je oblast nad omenjenima območjema izvajala nova mednarodna organizacija - Društvo narodov, ki je bilo ustanovljeno na pobudo tedanjega ameriškega predsednika Woodrowa Wilsona.
Pomen oddelka za administrativne komisije Društva narodov, katerega član je bil Miselj, je bil v tem, da je služil kot vezni člen med upravnimi organi na območju in svetom Društva narodov. Kot glavni izvršni in politični organ Društva narodov je svet sprejemal odločitve glede upravljanja in razvoja območij pod njegovo pristojnostjo.
Miselj ni neposredno sodeloval pri upravljanju Posarja, vseeno pa se ukvarjal s konkretnimi problemi, ki so zadevali Posarje . Poleti 1928 se je tako na oddelek za administrativne komisije obrnila gospodarska zbornica iz Coventryja glede vprašanja carinskega statusa Posarja. Generalni sekretariat komisije v Saarbrücknu je pripravil mnenje, po katerem je Posarje gospodarsko del francoskega carinskega območja, v politično pa pod upravo Društva narodov. Tako so se lahko podjetja v Posarju sklicevala na tisto od obeh pravnih ureditev, ki  bila je za njih ugodnejša. To mnenje je na Misljev predlog odobril tudi sekretariat Društva narodov.
Januarja 1929 je Miselj obiskal Posarje, kjer se je sestal s člani komisije, ki so upravljali z ozemljem. Predmet pogovorov je bila namera komisije, da za potrebe svojega ministrstva za javna dela in železnice  izda dolgoročno posojilo v znesku 250 milijonov tedanjih francoskih frankov in tako v času gospodarske krize  spodbudi javna dela na področju  javne infrastrukture (ceste, železnice...). Miselj je članom komisije predvsem svetoval, kako naj v formalnem smislu pripravijo prošnjo za odobritev posojila in jo naslovijo na svet Društva narodov. Pojavil pa se je problem, kdo bo jamčil za posojilo po izvedbi plebiscita v letu 1935 na katerem naj bi dokončno dorekli status Posarja. Zaradi te nejasnosti svet omenjenega posojila na koncu ni odobril, komisija pa se je odločila izdati več kratkoročnih posojil v manjših zneskih.
Leta 1935 je bil izveden plebiscit, na katerem so se prebivalci Posarja z več kot 90 procenti podprli priključitev k Nemčiji. Miselj je tedaj že nekaj let deloval v sekciji za mandate, kljub temu pa je Ludvigu Krabbeju, uslužbencu Društva narodov,ki je bil zadolžen za izvedbo plebiscita, na njegovo prošnjo pomagal z nasveti pri organizaciji plebiscita. Krabbe se je kasneje Mislju zahvalil v zahvalnem pismu. V njem je posebej pohvalil Misljevo podrobno poznavanje posarske problematike in sposobnost dobre presoje.
Za razliko od Posarja je Svobodno mesto Danzig delno imelo mednarodnopravno subjektiviteto. V skladu z Wilsonovim načelom o samoodločbi narodov so na pariški mirovni konferenci podprli ustanovitev Poljske. Poljska je zase zahtevala dostop do morja pri pomembnem pristaniškem mestu Danzig, ki pa je imelo večinsko nemško prebivalstvo. Ker bi priključitev Danziga Poljski nasprotovala sami Wilsonovi ideji o samoodločbi narodov, so zavezniki rešitev našli v ustanovitvi nekakšne mini državice z imenom Svobodno mesto Danzig , ki je bila pod zaščito Društva narodov.
Najpomembnejši in tudi najbolj avtorski prispevek Mislja v Društvu narodov je bil Priročnik o vprašanjih Gdanska. Priročnik  je napisal leta 1926 skupaj s Helmerjem Rostingom, kasnejšim visokim komisarjem za Danzig med letoma 1932-1934. Priročnik je bil namenjen predvsem organom Društva narodov kot pripomoček pri reševanju perečih vprašanj v Svobodnem mestu Danzig.
V njem sta avtorja  na več kot tristo straneh zbrala  oziroma povzela  dokumente in odločitve Društva narodov o aktualnih vprašanjih glede upravljanja mesta. Priročnik  je tako zajemal zgodovina mesta,vojaške zadeve, upravljanje s pristaniščem in mestom, pravice Poljske v mestu, upravljanje s transportom, vprašanja državljanstva. Sčasoma je priročnik postal tudi eden temeljnih bibliografskih virov za vsako resnejše znanstveno študijo o Svobodnem mestu Danzig in njegovem delovanju.
Zaradi zglednega in učinkovitega dela je Miselj leta 1929 napredoval v najvišji status uslužbenca znotraj sekretariata Društva narodov. Leta 1931 se je prezaposlil v sekcijo za mandate, kjer je prevzel bolj odgovorne naloge. Najbolj pomembna je bila ta, da je skrbel za delovanje posvetovalnega odbora proti suženjstvu.
Miselj je dejansko opravljal funkcijo sekretarja tega odbora. Posvetovalni odbor proti suženjstvu je bil nekakšen predhodnik sodobnih izvedenskih odborov OZN s področja človekovih pravic. Odbor je deloval na podlagi konvencije o suženjstvu iz leta 1926 s ciljem odpravljanja suženjstva. Med obema svetovnima vojnama, torej v času Društva narodov je bilo suženjstvo še vedno pereč problem.
Odbor se je sestajal enkrat letno. Sestavljalo ga je sedem strokovnjakov. Njihova naloga je bila obravnavati poročila držav in izdajati priporočila za odpravo suženjstva. Odbor je tako na primer obravnaval problematiko mui tsai na Kitajskem (deklice iz revnih družin, ki so jih starši oddali v delovno suženjstvo bogatejšim), sistema kamiauti v Indiji in razmerja peonaže v Latinski Ameriki (prisilno delo na podlagi neodplačanega dolga) in prisilnega dela otrok.
Z začetkom druge svetovne vojne leta 1939 je Društvo narodov izgubilo svoj smisel in pomen. Naslednje leto je prenehalo delovati, zato se je večina  njegovih uslužbencev upokojila, med njimi je bil tudi Miselj. V zahvalnem pismu ob Misljevi upokojitvi je generalni sekretar Joseph Avenol izrazil obžalovanje, ker se mora posloviti od uslužbenca, ki je bil predan ciljem Društva narodov in čigar delo so zelo cenili. Miselj pa je  po okupaciji Jugoslavije leta 1941 vzpostavil tudi skrbno varovano zvezo med Jugoslavijo ter jugoslovansko vlado v izgnanstvu  v Londonu in zavezniki, ki je v Švici neodkrito delovala vse do leta 1944, ko je Miselj 30. oktobra umrl in so ga v Thönexu pri Ženevi tudi pokopali. Leta 2004 ob 60 letnici njegove smrti so mu v  rojstnem kraju odkrili spominsko ploščo in uredili njegov  zapuščen grob v Švici, kjer pokopan skupaj z ženo, dolgoletno sodelavko Svetovene zdravstvene organizacije.